# Тизли, Дороти
Дороти Тизли (англ. Dorothy Teasley; род. 19 марта 1941) — американская шахматистка, международный мастер среди женщин (1982).
В составе сборной США участница двух Олимпиад (1978 и 1988). На шахматной олимпиаде 1978 года, играя на 1-й запасной доске, завоевала бронзовую медаль в индивидуальном зачёте.

## Изменения рейтинга
| Графики недоступны из-за технических проблем. См. информацию на Фабрикаторе и на mediawiki.org. |